# Wcięcie kątowe w przód
Wcięcie kątowe w przód – jedno z podstawowych zagadnień geodezyjnych powszechnie stosowane do zagęszczania osnów poziomych.
Metoda pozwala wyznaczyć współrzędne pojedynczego szukanego (wcinanego) punktu W. Wcięcie kątowe jest jednoznacznie wyznaczalne, ponieważ liczba obserwacji u jest równa liczbie niewiadomych n, którymi są współrzędne (XW,YW) punktu wcinanego. Punkt wcinany W zazwyczaj jest niedostępny. 
W przypadku gdy punkty A i B są punktami osnowy geodezyjnej o znanych współrzędnych geodezyjnych, wówczas wcinany punkt W, po wykonaniu pomiarów i obliczeniu współrzędnych, będzie punktem osnowy niższego rzędu.

## Dane
Danymi są dwa kąty poziome α i β pomierzone w trójkącie ABW na stanowiskach A i B, będących punktami o znanych współrzędnych.

## Opis metody 1
- Obliczamy azymuty AAB i ABA
- Następnie obliczamy odległość |AB| ze wzoru(1):

|  |  | {\displaystyle c=\|AB\|={\sqrt {(X_{A}-X_{B})^{2}+(Y_{A}-Y_{B})^{2}}}} |  | (1) |

- Obliczenie azymutów AAW i ABW boków wcinanych AW i BW, zgodnie z rysunkiem wynoszą odpowiednio: AAW=AAB-α i ABW=ABA+β.
- Obliczamy długości boków wcinanych a, b na podstawie twierdzenia sinusów.

|  |  | {\displaystyle {\begin{matrix}a={\cfrac {c}{\sin(\alpha +\beta )}}\cdot \sin \alpha \\b={\cfrac {c}{\sin(\alpha +\beta )}}\cdot \sin \beta \end{matrix}}} |  | (2) |

- Obliczamy przyrost współrzędnych boków wcinających AW i BW:

|  |  | {\displaystyle {\begin{matrix}\Delta X_{AW}=b\cdot \cos A_{AW}\\\Delta Y_{AW}=b\cdot \sin A_{AW}\end{matrix}}} |  | (3) |

oraz
|  |  | {\displaystyle {\begin{matrix}\Delta X_{BW}=a\cdot \cos A_{BW}\\\Delta Y_{BW}=a\cdot \sin A_{BW}\end{matrix}}} |  | (4) |

- Dwukrotne obliczamy współrzędne punktu W
  - na podstawie współrzęnych punktu A i przyrostów boku AW (3): XW=XA+ΔXAW, YW=YA+ΔYAW
  - na podstawie współrzęnych punktu B i przyrostów boku BW (4): XW=XB+ΔXBW, YW=YB+ΔYBW

Pełna zgodność obu par wyników stanowi pierwszą kontrolę rachunkową.
- Aby dokonać drugiej kontroli poprawności wyznaczenia współrzędnych punktu W należy obliczyć dwoma sposobami wartość trzeciego kąta γ trójkąta ABW:
  - na podstawie obserwacji wyjściowych, jako dopełnienia pomierzonych kątów α i β do 200g lub 180°. γ=200g-(α + β)
  - na podstawie wyników obliczeń, tj. współrzędnych punktu wciętego W i współrzędnych punktów znanych: A, B. Kąt γ obliczamy jako różnicę azymutów odcinków przyległych do niego: γ=AWA-AWB

Rezultaty obu obliczeń powinny być jednakowe.

## Opis metody 2
Obliczenie za pomocą symboli Hausbrandta.
|  |  | {\displaystyle (X_{W},Y_{W})={\begin{array}{\|cc\|cc\|}X_{A}&Y_{A}&X_{B}&Y_{B}\\-1&\operatorname {ctg} \beta &+1&\operatorname {ctg} \alpha \end{array}}_{\,(1,2)}} |  | (5) |

Po przekształceniu do postaci algebraicznej otrzymujemy dwa równania
|  |  | {\displaystyle {\begin{matrix}X_{W}={\cfrac {+X_{A}\cdot \operatorname {ctg} \beta +Y_{A}+X_{B}\cdot \operatorname {ctg} \alpha -Y_{B}}{\operatorname {ctg} \alpha +\operatorname {ctg} \beta }}\\Y_{W}={\cfrac {-X_{A}+Y_{A}\cdot \operatorname {ctg} \beta +X_{B}+Y_{B}\cdot \operatorname {ctg} \alpha }{\operatorname {ctg} \alpha +\operatorname {ctg} \beta }}\end{matrix}}} |  | (6) |

- Kontrolę wcięcia przeprowadzamy tak samo jak w ramach metody 1, tj. przez dwukrotne obliczenie kąta γ:
- z dopełnienia kątów α i β do 200g lub 180°. γ=200g-(α + β)
- ze współrzędnych punktów A, B i W jw. lub z symboli Hausbrandta:

|  |  | {\displaystyle \operatorname {tg} \gamma ={\begin{vmatrix}\Delta X_{WA}&\Delta Y_{WA}\\\Delta X_{WB}&\Delta Y_{WB}\end{vmatrix}}_{0}} |  | (7) |